# The Empire Strikes First
The Empire Strikes First és un àlbum del grup Bad Religion editat el 8 de juny de 2004. El primer single de l'àlbum, "Los Angeles Is Burning", que va arribar al lloc #40 al Billboard 200.

## Llista de Cançons
1. Overture (1:09)
2. Sinister Rouge (1:53)
3. Social Suicide (1:30)
4. Atheist Peace (1:57)
5. All There is (2:57)
6. Los Angeles is Burning (3:23)
7. Let Them Eat War' (2:57)
8. God's Love (2:32)
9. To Another Abyss (4:07)
10. The Quickening (2:19)
11. The Empire Strikes First (3:23)
12. Beyond Electric Dreams (4:02)
13. Boot Stamping on A Human Face (3:49)
14. Live Again - the Fall of Man (3:39)